# Cesana Brianza
Cesana Brianza – miejscowość i gmina we Włoszech, w regionie Lombardia, w prowincji Lecco.
Według danych na rok 2004 gminę zamieszkiwało 2265 osób, 755 os./km².